# ميخائيل غرينبيرغ
ميخائيل غرينبيرغ (بالإنجليزية: Michael Greenberg)‏ هو كاتب أمريكي، ولد في 1952 في نيويورك في الولايات المتحدة.